# Påskeklokke
Påskeklokke (Helleborus orientalis) er en staude med vintergrønne, grundstillede blade, som er fingrede. Blomsterne kommer frem tidligt på foråret, og da de er både store og holdbare, dyrkes planten og dens underarter hyppigt i haver og parker.

## Beskrivelse
Påskeklokke er en flerårig, urteagtig plante med en tæppedannende vækst. Bladene er grundstillede og vintergrønne. Stilkene er lange og bladet er opdelt i 5-7 elliptiske småblade med savtakket rand. Oversiden er læderagtig og mørkegrøn, mens undersiden er lysegrøn. Blomstringen foregår i marts-april, hvor man finder blomsterne i små stande på oprette stængler med få blade. På det tidspunkt er de gamle blade ved at være visne, mens de nye endnu ikke er kommet frem. De enkelte blomster er 5-tallige og regelmæssige med lyserøde-purpurrøde (sjældnere: hvide eller lysegrønne) kronblade. Frugterne er bælgkapsler med mange, sorte frø.
Rodsystemet består af vandret krybende jordstængler, som dels bærer bladene og dels de mange, trævlede rødder. 
Højde x bredde og årlig tilvækst: 0,40 x 0,40 m (40 x 40 cm/år), heri ikke medregnet skud fra underjordiske udløbere. Målene kan bruges til beregning af planteafstande i fx haver.

## Hjemsted
Påskeklokke hører hjemme i Lilleasien og Kaukasus, hvor den findes i lysninger og langs skovbryn  i de blandede skove på bjergene. 
I de Pontiske bjerge langs Sortehavets sydlige kyst vokser der blandede skove med både nåle- og løvtræer. I Altındere-dalen vokser arten langs skovkanter og i lysninger i 500 m højde sammen med bl.a. benved, hassel, sanikel, taks, guldazalea, laurbærkirsebær, Lonicera caucasica (en art af gedeblad), nordmannsgran, orientalsk bøg, orientalsk gran, pontisk rododendron, Ranunculus cappadocicus (en art af ranunkel), rødel, seljepil, skovfyr, skovstorkenæb, stor fladstjerne, tandrod, tørst og ægte kastanje

## Giftighed
Planten er giftig, og berøring af saften kan fremkalde eksemagtige skader på huden.
| Portal | Portal:Botanik |

## Note
1. ↑  Alper Uzun og Salih Terzoğlu: Vascular Flora of Forest Vegetation in Altındere Valley Arkiveret 9. december 2014 hos  Wayback Machine – en grundig gennemgang af dalens karplanter (engelsk)